# Gyilkosság a paplakban
A Gyilkosság a paplakban (eredeti címén angolul: The Murder at the Vicarage) Agatha Christie bűnügyi regénye, ami az Egyesült Királyságban jelent meg 1930 októberében a Collins Crime Club gondozásában, majd még ezen éveben az Amerikai Egyesült Államokban a Dodd, Mead & Co. kiadásában. Magyarországon először, Borbás Mária fordításában, a Magvető Könyvkiadó gondozásában jelent meg 1978-ban, majd azóta több ízben az Európa Könyvkiadó (1993, 2006, 2011), az Alexandra (2011) és legutoljára a Helikon Kiadó (2018) is kiadta.
Ez a szerző első regénye, amiben feltűnik Miss Marple karaktere és annak falujában, a szerző által kitalált St. Mary Meadben játszódik. Egyúttal ez volt Agatha Christie első regénye, ami az 1930-as években jelent meg.

## Magyar megjelenései
Borbás Mária fordításában:
- (2018. június 18.), Budapest, Helikon Kiadó, ISBN 9789634790433 (kartonált, 356 oldal)
- (2011), Pécs, Alexandra Kiadó, ISBN 9789630792158 (kartonált, 344 oldal)
- (2011), Budapest, Európa Könyvkiadó, ISBN 9789630791632 (keménytáblás, 330 oldal)
- (2006), Budapest, Európa Könyvkiadó, ISBN 9630781328 (keménytáblás, 330 oldal)
- (1993), Budapest, Európa Könyvkiadó, ISBN 963075522x (kartonált, 320 oldal)
- (1978), Budapest, Magvető Könyvkiadó, ISBN 9632709748 (kartonált, 354 oldal)

## Forrás
1. ↑  Agatha Christie: Gyilkosság a paplakban (magyar nyelven) (html). Galgóczi Móni, 2018. október 20.
2. ↑  Agatha Christie - Gyilkosság a paplakban (Miss Marple 1.) (magyar nyelven) (html). Moly.hu